# Buta, Olt
Buta este un sat în comuna Crâmpoia din județul Olt, Muntenia, România. Se află amplasat în partea de nord-est a comunei, pe malul drept al Dorofeiului.

## Istoric
Până în 1950, a aparținut de comuna Șerbănești .